# High Voltage Festival
High Voltage Festival é um festival que aconteceu em somente duas edições na cidade de Londres na Inglaterra, no Victoria Park. O evento uniu artistas de Rock, Rock Progressivo e Heavy Metal. O festival teve sua primeira edição em 2010 e foi marcado pela presença do trio Emerson, Lake & Palmer reunindo-se para uma despedida após 12 anos do fim da banda.
| Main Stage                                                            | | |
| Sábado                                                                | Domingo | |
| ZZ Top Heaven & Hell Foreigner Gary Moore The Answer The Union        | Emerson, Lake & Palmer Joe Bonamassa Bachman & Turner UFO The Quireboys \| Main Stage \| \| \| Sábado \| Domingo \| \| Saxon Cathedral Hammerfall Orange Goblin Black Spiders New Device \\|} \| \| | Emerson, Lake & Palmer Joe Bonamassa Bachman & Turner UFO The Quireboys \| Main Stage \| \| \| Sábado \| Domingo \| \| Saxon Cathedral Hammerfall Orange Goblin Black Spiders New Device \\|} \| \| |
| Main Stage                                                            | | |
| Sábado                                                                | Domingo | |
| Saxon Cathedral Hammerfall Orange Goblin Black Spiders New Device \|} | | |